# Treviana
Treviana és un municipi de la Rioja, a la regió de la Rioja Alta.

## Història
Fa tan sols uns anys, es va trobar un as romà del segle i, en un lloc paral·lel al riu, a poc més d'un quilòmetre del poble. També de l'època romana són les restes del traçat de calçada romana que queden en el terme de Santiago, que se suposa enllaçaven amb la calçada d'Obarenes cap a Briviesca.
La primera notícia escrita que coneixem sobre Treviana data de l'any 873. Procedeix del Cartulario de San Millán i tracta una donació en la qual apareix el Monestir de San Andrés de Trepeana (Treviana). En 1151 Alfons VII de Castella va incloure Treviana en el fur de Cerezo. Segons sembla, encara en el segle xiv hi havia una sinagoga i una mesquita, a més de les esglésies cristianes. En 1162 era alcalde de Treviana Sancho Díaz, fill de Diego López I d'Haro. Els terrenys dels poblats desapareguts de Junquera i Arto van passar a pertànyer a Treviana en quedar aquests despoblats. En el segle xiv pertanyia a Cerezo i s'esmenta l'existència d'una sinagoga.
En el segle xvi seguia pertanyent a l'arxiprestatge de Cerezo. En el segle xviii era una zona molt pròspera, on existia molta activitat relacionada amb les labors del camp. A partir de 1950 s'ha anat produint un paultino descens de la població.